# Hylaeus wilsoni
Hylaeus wilsoni là một loài Hymenoptera trong họ Colletidae. Loài này được Rayment mô tả khoa học năm 1928.